# Cattaro e Zaro
Cattaro e Zaro sono due mitici militari bizantini cui si fa risalire la fondazione dell'insediamento di Rocca Niceforo, l'attuale città di Catanzaro.
Secondo la leggenda, i due condussero gli abitanti del centro magno-greci di Scolacium, a quei tempi stanziati sulla costa che va dagli attuali quartieri marinari della città fino al comune di Squillace, prima sul colle Zarapotamo (l'odierno quartiere Santa Maria) e poi successivamente sul colle Trivonà, dove oggi sorge il centro storico cittadino. Le motivazioni di questo spostamento furono le continue incursioni Saracene che rendevano insicure le coste ioniche.
Al di là dei due leggendari bizantini, lo spostamento verso il Trivonà da parte delle popolazioni rivierasche è un fatto storico.
Secondo un'altra tradizione locale, a guidare le popolazioni non furono però Cattaro e Zaro, ma un luogotenente del generale bizantino Niceforo II Foca di nome Flagizio.